# 서울 송파구의 국회의원

## 행정구역 변천
- 1988년 1월 1일 강동구 가락동·거여동·마천동·문정동·방이동·삼전동·석촌동·송파동·오금동·잠실동·장지동·풍납동에 서울특별시 송파구 설치

## 서울 송파구의 역대 국회의원 목록
| 대수   | 이름           | 소속정당       | 임기                              | 선거구역 |
| ------ | -------------- | -------------- | --------------------------------- | --- |
| 제13대 | 김우석(金佑錫) | 통일민주당     | 1988년 5월 30일~1992년 5월 29일   | 송파구 갑: 풍납1동, 풍납2동, 방이동, 잠실본동, 잠실1동, 잠실2동, 잠실3동, 잠실4동, 잠실5동, 잠실6동                                              |
| 제13대 | 김종완(金鐘完) | 평화민주당     | 1988년 5월 30일~1992년 5월 29일   | 송파구 을: 거여동, 마천1동, 마천2동, 오금동, 송파동, 석촌동, 가락동, 문정동                                                                      |
| 제14대 | 조순환(曺淳煥) | 통일국민당     | 1992년 5월 30일~1996년 5월 29일   | 송파구 갑: 풍납1동, 풍납2동, 방이동, 오륜동, 오금동, 잠실본동, 잠실1동, 잠실2동, 잠실3동, 잠실4동, 잠실5동, 잠실6동, 잠실7동                     |
| 제14대 | 김종완(金鐘完) | 민주당         | 1992년 5월 30일~1996년 5월 29일   | 송파구 을: 거여동, 마천1동, 마천2동, 송파1동, 송파2동, 석촌동, 삼전동, 가락본동, 가락1동, 가락2동, 문정1동, 문정2동                              |
| 제15대 | 홍준표(洪準杓) | 신한국당       | 1996년 5월 30일~1999년 3월 8일    | 송파구 갑: 풍납1동, 풍납2동, 잠실본동, 잠실1동, 잠실2동, 잠실3동, 잠실4동, 잠실5동, 잠실6동, 잠실7동                                             |
| 제15대 | 이회창(李會昌) | 한나라당       | 1999년 6월 4일~2000년 5월 29일    | 송파구 갑: 풍납1동, 풍납2동, 잠실본동, 잠실1동, 잠실2동, 잠실3동, 잠실4동, 잠실5동, 잠실6동, 잠실7동                                             |
| 제15대 | 맹형규(孟亨奎) | 신한국당       | 1996년 5월 30일~2000년 5월 29일   | 송파구 을: 방이1동, 방이2동, 오륜동, 오금동, 송파1동, 송파2동, 석촌동, 삼전동                                                                    |
| 제15대 | 김병태(金秉泰) | 새정치국민회의 | 1996년 5월 30일~2000년 5월 29일   | 송파구 병: 거여1동, 거여2동, 마천1동, 마천2동, 가락본동, 가락1동, 가락2동, 문정1동, 문정2동                                                      |
| 제16대 | 맹형규(孟亨奎) | 한나라당       | 2000년 5월 30일~2004년 5월 29일   | 송파구 갑: 풍납1동, 풍납2동, 방이1동, 방이2동, 오륜동, 송파1동, 송파2동, 잠실본동, 잠실1동, 잠실2동, 잠실3동, 잠실4동, 잠실5동, 잠실6동, 잠실7동 |
| 제16대 | 김성순(金聖順) | 새천년민주당   | 2000년 5월 30일~2004년 5월 29일   | 송파구 을: 거여1동, 거여2동, 마천1동, 마천2동, 오금동, 석촌동, 삼전동, 가락본동, 가락1동, 가락2동, 문정1동, 문정2동, 장지동                      |
| 제17대 | 맹형규(孟亨奎) | 한나라당       | 2004년 5월 29일~2006년 1월 31일   | 송파구 갑: 풍납1동, 풍납2동, 방이1동, 방이2동, 오륜동, 송파1동, 송파2동, 잠실4동, 잠실6동                                                        |
| 제17대 | 맹형규(孟亨奎) | 한나라당       | 2006년 7월 27일~2008년 5월 29일   | 송파구 갑: 풍납1동, 풍납2동, 방이1동, 방이2동, 오륜동, 송파1동, 송파2동, 잠실4동, 잠실6동                                                        |
| 제17대 | 박계동(朴啓東) | 한나라당       | 2004년 5월 30일~2008년 5월 29일   | 송파구 을: 석촌동, 삼전동, 가락1동, 문정2동, 잠실본동, 잠실1동, 잠실2동, 잠실3동, 잠실5동, 잠실7동                                               |
| 제17대 | 이근식(李根植) | 열린우리당     | 2004년 5월 30일~2008년 5월 29일   | 송파구 병: 거여1동, 거여2동, 마천1동, 마천2동, 오금동, 가락본동, 가락2동, 문정1동, 장지동                                                        |
| 제18대 | 박영아(朴英娥) | 한나라당       | 2008년 5월 30일~2012년 5월 29일   | 송파구 갑: 풍납1동, 풍납2동, 방이1동, 방이2동, 오륜동, 송파1동, 송파2동, 잠실4동, 잠실6동                                                        |
| 제18대 | 유일호(柳一鎬) | 한나라당       | 2008년 5월 30일~2012년 5월 29일   | 송파구 을: 석촌동, 삼전동, 가락1동, 문정2동, 잠실본동, 잠실1동, 잠실2동, 잠실3동, 잠실5동, 잠실7동                                               |
| 제18대 | 김성순(金聖順) | 통합민주당     | 2008년 5월 30일~2012년 5월 29일   | 송파구 병: 거여1동, 거여2동, 마천1동, 마천2동, 오금동, 가락본동, 가락2동, 문정1동, 장지동                                                        |
| 제19대 | 박인숙(朴仁淑) | 새누리당       | 2012년 5월 30일~2016년 5월 29일   | 송파구 갑: 풍납1동, 풍납2동, 방이1동, 방이2동, 오륜동, 송파1동, 송파2동, 잠실4동, 잠실6동                                                        |
| 제19대 | 유일호(柳一鎬) | 새누리당       | 2012년 5월 30일~2016년 5월 29일   | 송파구 을: 석촌동, 삼전동, 가락1동, 문정2동, 잠실본동, 잠실2동, 잠실3동, 잠실7동                                                                 |
| 제19대 | 김을동(金乙東) | 새누리당       | 2012년 5월 30일~2016년 5월 29일   | 송파구 병: 거여1동, 거여2동, 마천1동, 마천2동, 오금동, 가락본동, 가락2동, 문정1동, 장지동                                                        |
| 제20대 | 박인숙(朴仁淑) | 새누리당       | 2016년 5월 30일~2020년 5월 29일   | 송파구 갑: 풍납1동, 풍납2동, 방이1동, 방이2동, 오륜동, 송파1동, 송파2동, 잠실4동, 잠실6동                                                        |
| 제20대 | 최명길(崔明吉) | 더불어민주당   | 2016년 5월 30일~2017년 12월 5일   | 송파구 을: 석촌동, 삼전동, 가락1동, 문정2동, 잠실본동, 잠실2동, 잠실3동, 잠실7동                                                                 |
| 제20대 | 최재성(崔宰誠) | 더불어민주당   | 2018년 6월 14일~2020년 5월 29일   | 송파구 을: 석촌동, 삼전동, 가락1동, 문정2동, 잠실본동, 잠실2동, 잠실3동, 잠실7동                                                                 |
| 제20대 | 남인순(南仁順) | 더불어민주당   | 2016년 5월 30일~2020년 5월 29일   | 송파구 병: 거여1동, 거여2동, 마천1동, 마천2동, 오금동, 가락본동, 가락2동, 문정1동, 장지동, 위례동                                                |
| 제21대 | 김웅(金雄)     | 미래통합당     | 2020년 5월 30일 ~ 2024년 5월 29일 | 송파구 갑: 풍납1동, 풍납2동, 방이1동, 방이2동, 오륜동, 송파1동, 송파2동, 잠실4동, 잠실6동                                                        |
| 제21대 | 배현진(裵賢鎭) | 미래통합당     | 2020년 5월 30일 ~ 2024년 5월 29일 | 송파구 을: 석촌동, 삼전동, 가락1동, 문정2동, 잠실본동, 잠실2동, 잠실3동, 잠실7동                                                                 |
| 제21대 | 남인순(南仁順) | 더불어민주당   | 2020년 5월 30일 ~ 2024년 5월 29일 | 송파구 병: 거여1동, 거여2동, 마천1동, 마천2동, 오금동, 가락본동, 가락2동, 문정1동, 장지동, 위례동                                                |
| 제22대 | 박정훈(朴庭勳) | 국민의힘       | 2024년 5월 30일 ~                 | 송파구 갑: 풍납1동, 풍납2동, 방이1동, 방이2동, 오륜동, 송파1동, 송파2동, 잠실4동, 잠실6동                                                        |
| 제22대 | 배현진(裵賢鎭) | 국민의힘       | 2024년 5월 30일 ~                 | 송파구 을: 석촌동, 삼전동, 가락1동, 문정2동, 잠실본동, 잠실2동, 잠실3동, 잠실7동                                                                 |
| 제22대 | 남인순(南仁順) | 더불어민주당   | 2024년 5월 30일 ~                 | 송파구 병: 거여1동, 거여2동, 마천1동, 마천2동, 오금동, 가락본동, 가락2동, 문정1동, 장지동, 위례동                                                |

## 같이 보기
- 서울 강동구의 국회의원
- 서울 서초구의 국회의원
- 서울 강남구의 국회의원
- 성남시의 국회의원
- 하남시의 국회의원
- 송파구 갑
- 송파구 을
- 송파구 병